# Clay Ruperti
Clay Ruperti (Capelle aan den IJssel, 8 juni 1990) is een Nederlands voetbalscheidsrechter. Hij is in dienst van de KNVB en leidt voornamelijk wedstrijden in de Keuken Kampioen Divisie.
Ruperti studeerde journalistiek in Utrecht. Na zijn studie was hij sportjournalist bij RTV Rijnmond, waar hij ook regelmatig verslag deed van voetbalwedstrijden in de regio Rotterdam. Naarmate hij hogerop kwam op het gebied van arbitrage, mocht hij geen verslag meer doen van regioclubs in de Jupiler League. Tegenwoordig bekleedt hij een functie bij de KNVB.
Op 13 mei 2017 werd bekend dat Ruperti samen met Edgar Bijl was gepromoveerd tot de Masterclass van het betaald voetbal. Vanaf dat moment kreeg Ruperti aanstellingen in de Eerste Divisie.